# Leptogenys truncatirostris
Leptogenys truncatirostris é uma espécie de formiga do gênero Leptogenys, pertencente à subfamília Ponerinae.